# José García Antonio
José García Antonio (San Antonino Castillo Velasco, Oaxaca, 10 de agosto de 1947) también conocido como El Señor de las Sirenas, es un artesano mexicano zapoteco que perdió la vista en 2002. Fue galardonado con el Premio Nacional de la Cerámica, que otorga el Gobierno de México y la Secretaría de Cultura y sus creaciones son reconocidas a nivel internacional.

## Biografía
El señor de las sirenas comenzó a jugar con el barro desde los 7 años de edad y posteriormente aprendió el oficio de la alfarería guiado por su cuñado, quien fue también el que le construyó su primer horno de piedra para quemar sus piezas.

En 2002 consecuencia del glaucoma perdió la vista; sin embargo, sigue elaborando piezas de barro guiándose principalmente por medio del sentido del tacto, pues él declara que:
Sus manos, la imaginación y su memoria son las principales herramientas.

## Trayectoria alfarera
Cuando inició en el oficio elaboraba sahumerios y vasijas, transformaba nacimientos y ángeles de barro, pero serían sus sirenas de 2 metros de altura lo que se convertiría en su sello de trabajo y lo llevaría a ser reconocido internacionalmente. Entre sus creaciones también se encuentran las tehuanas, la flor de piña, danzantes, mixtecas, chinantecas, vallistas, entre otras.
La artesana Santa Reina Teresita Mendoza y quien es su esposa, tiene un papel fundamental en las creaciones, pues además de esculpir sus propias obras,  afina los detalles de aquellas que realiza en colaboración con José.
Además, junto con su familia, fundó el Taller Manos que ven, lugar en el que el oficio de la alfarería ha pasado de generación en generación y además, sirve como punto de venta de las obras artísticas de la familia.

## Premios y reconocimientos
- Premio Pantaleón Panduro.[5]
- Segundo concurso de Arte Popular Oaxaca, premio especial Teodora Blanco (1981).
- Reconocimiento por la donación de obras para Colección Nacional de Arte Popular del Consejo Nacional para la Cultura y las Artes (1999).
- Segundo lugar en la categoría de arcilla del 25 Premio Nacional de Cerámica Tlaquepaque Jalisco (2001).
- Exposición: Ojos en las manos en la Biblioteca Andrés Henestrosa (2001).
- Reconocimiento por su destacada trayectoria de Arte Popular, otorgado por el Gobierno Constitucional de Oaxaca (2004 ).[1]
- Decimoprimera edición de la muestra de arte en el Festival Shiin Naa Lasn en San Martín Tilcajete (2017).[11]
- Premio Nacional de la Cerámica, que otorga el Gobierno de México y la Secretaría de Cultura, a través de la Dirección General de Culturas Populares, Indígenas y Urbanas y el Fondo Nacional para el Fomento de las Artesanías, en colaboración con el gobierno de Jalisco (2019).[3]

## Registros documentales
- Un poeta en la oscuridad (2021).